# Tininho (football, 1980)
Pour les articles homonymes, voir Tininho.
Miguel Angelo Karim Simões Fazenda, communément appelé Tininho, né le 13 octobre 1980 à Beira, Mozambique, est un footballeur portugais et mozambicain. Il évolue au poste de défenseur latéral gauche.
Tininho a joué un match en Ligue Europa, 69 matchs en 1re division portugaise et 4 matchs en 2e division anglaise.

## Carrière
- 1998-1999 : União Torreense  Portugal
- 1999-2000 : Caldas SC  Portugal
- 2000-2004 : União Micaelense  Portugal
- 2004-2007 : Beira-Mar  Portugal
- 2007-2008 : West Bromwich Albion  Angleterre
- → 2008 : Barnsley FC  Angleterre
- 2008-2009 : CF Belenenses  Portugal
- 2009-2010 : Steaua Bucarest  Roumanie
- Depuis 2010 : Leixoes  Portugal[1],[2]